# Central Hockey League 1973/74
Die Saison 1973/74 war die elfte reguläre Saison der Central Hockey League. Die sechs Teams absolvierten in der regulären Saison je 72 Begegnungen. Die Central Hockey League wurde in einer Division ausgespielt. Das punktbeste Team der regulären Saison waren die Omaha Knights, während sich die Dallas Black Hawks in den Finalspielen um den Adams Cup durchsetzten.

## Teamänderungen
Folgende Änderungen wurden vor Beginn der Saison vorgenommen:
- Die Albuquerque Six-Guns wurden als Expansionsteam in die Liga aufgenommen.
- Die Oklahoma City Blazers nahmen nach einjähriger Inaktivität den Spielbetrieb wieder auf.

## Reguläre Saison

### Abschlusstabellen
Abkürzungen: GP = Spiele, W = Siege, L = Niederlagen, T = Unentschieden, OTL = Niederlage nach Overtime, GF = Erzielte Tore, GA = Gegentore, Pts = Punkte
| Central Hockey League | GP | W  | L  | OTL | GF  | GA  | Pts |
| --------------------- | -- | -- | -- | --- | --- | --- | --- |
| Omaha Knights         | 72 | 34 | 23 | 15  | 259 | 217 | 83  |
| Oklahoma City Blazers | 72 | 36 | 25 | 11  | 280 | 230 | 83  |
| Dallas Black Hawks    | 72 | 29 | 26 | 17  | 220 | 227 | 75  |
| Fort Worth Wings      | 72 | 30 | 28 | 14  | 237 | 241 | 74  |
| Tulsa Oilers          | 72 | 28 | 31 | 13  | 233 | 239 | 69  |
| Albuquerque Six-Guns  | 72 | 16 | 40 | 16  | 188 | 263 | 48  |

## Adams-Cup-Playoffs
|  | Adams-Cup-Halbfinale | Adams-Cup-Halbfinale  | Adams-Cup-Halbfinale |  |  | Adams-Cup-Finale | Adams-Cup-Finale      | Adams-Cup-Finale |
|  |                      |                       |                      |  |  |                  |                       |                  |
|  |                      |                       |                      |  |  |                  |                       |                  |
|  | 2                    | Oklahoma City Blazers | 4                    |  |  |                  |                       |                  |
|  | 4                    | Fort Worth Wings      | 1                    |  |  |                  |                       |                  |
|  |                      |                       |                      |  |  | 2                | Oklahoma City Blazers | 1                |
|  |                      |                       |                      |  |  | 3                | Dallas Black Hawks    | 4                |
|  | 1                    | Omaha Knights         | 1                    |  |  |                  |                       |                  |
|  | 3                    | Dallas Black Hawks    | 4                    |  |  |                  |                       |                  |
|  |                      |                       |                      |  |  |                  |                       |                  |